# Madame Agnès
Madame Agnès , de son vrai nom Agnès Rittener, est une modiste des années 1920 à 1940 dont la boutique, ouverte en 1917, était située rue Saint-Honoré à Paris,.
Très proche des milieux artistiques parisiens, les créations de style abstrait de Madame Agnès étaient uniques.
Elle est connue pour couper le bord des chapeaux à même la tête de ses clientes.
Dans le courant de l’année 1946, elle crée un béret beige en feutre qui comporte une ligne cassée juste au-dessus du sourcil droit, où une plume est insérée.